# Georg Lebrecht

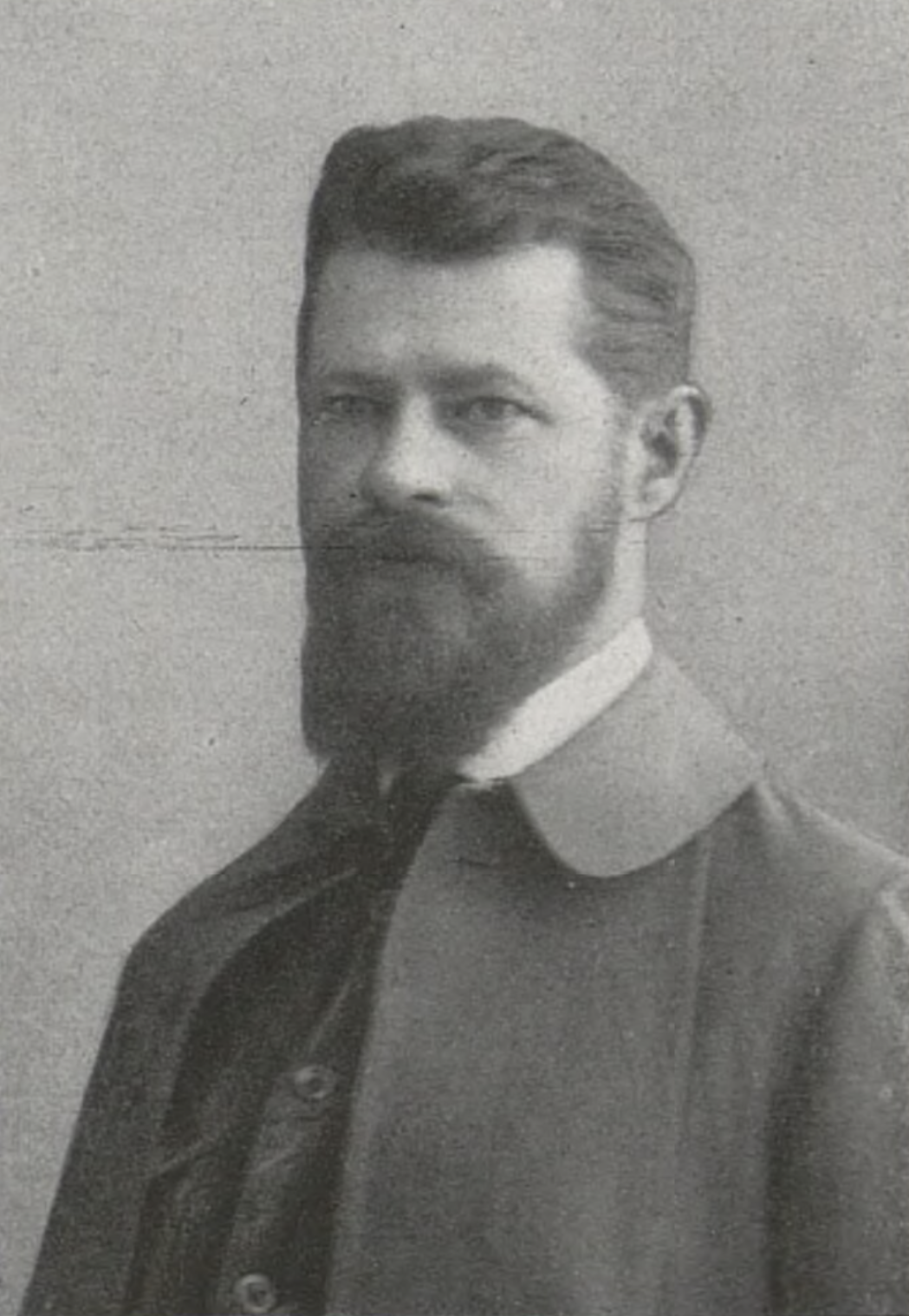
Georg Lebrecht

Georg Lebrecht (* 7. März 1875 in Schweidnitz, Schlesien; † 1945 in Berlin, Suizid bei Einmarsch der Roten Armee) war ein Maler und Illustrator in der ersten Hälfte des 20. Jahrhunderts, der vor allem durch seine Pferdebilder bekannt wurde.

## Leben
Der Sohn eines Spediteurs besuchte bis zum 15. Lebensjahr das Gymnasium in Schweidnitz und absolvierte zunächst eine Buchhändlerlehre im Verlag L. Heege sowie eine Ausbildung zum Künstler an der Kgl. Kunstschule in Stuttgart (bei Ludwig von Herterich und Robert von Haug). Nachdem er eine Zeitlang in Süddeutschland und Berlin lebte, wurde er als Buchillustrator bekannt. Von 1914 bis 1918 war er Frontsoldat im Ersten Weltkrieg und war als Mitglied eines Freikorps an der Niederschlagung der linksextremistischen Aufstände 1919 beteiligt. Zum 1. August 1932 trat er der NSDAP bei (Mitgliedsnummer 1.257.087).
Bekannt wurde er durch Landschafts-, Jagd-, Natur- und später auch Kriegsgemälde. Auslandsstudienreisen führten ihn in die Puszta und nach Dalmatien.
In der Zeit des Nationalsozialismus gab es insgesamt acht Mal – von 1937 bis 1944 – eine Große Deutsche Kunstausstellung im Münchener Haus der Deutschen Kunst.
Lebrecht war dort mit insgesamt 21 Gemälden vertreten, so 1937 mit einem Bild Kameraden, das einen verwundeten Soldaten zu Pferde zeigte und 1938 mit Ums Morgenrot mit berittenen Soldaten. Auf der Jubiläumsausstellung des Vereins 1941 („Große Deutsche Kunstausstellung 1941 im Haus der Deutschen Kunst zu München“) war er mit drei Werken vertreten.
Lebrecht nahm auch verschiedene kulturpolitische Funktionen wahr, unter anderem im Verein Berliner Künstler. Er war Mitglied im Deutschen Künstlerbund. Vor allem leitete er die Abteilung Malerei, Graphik und Bildhauerei an der Reichskammer der Bildenden Künste in Berlin.
Am 30. Januar 1938 wurde er von Adolf Hitler zum Professor ernannt.
1945 nahmen er und seine Frau sich das Leben.

## Gemälde
- Märkische Heide (1922)
- Hochalm im Schnee
- Vom Schwarzwald zu den Vogesen (1939/40)
- Kameraden
- Schneeschmelze
- Bomben auf Engeland
- Übergang über den Oberrhein
- Pferdetränke in der Pußta

## Illustrationen

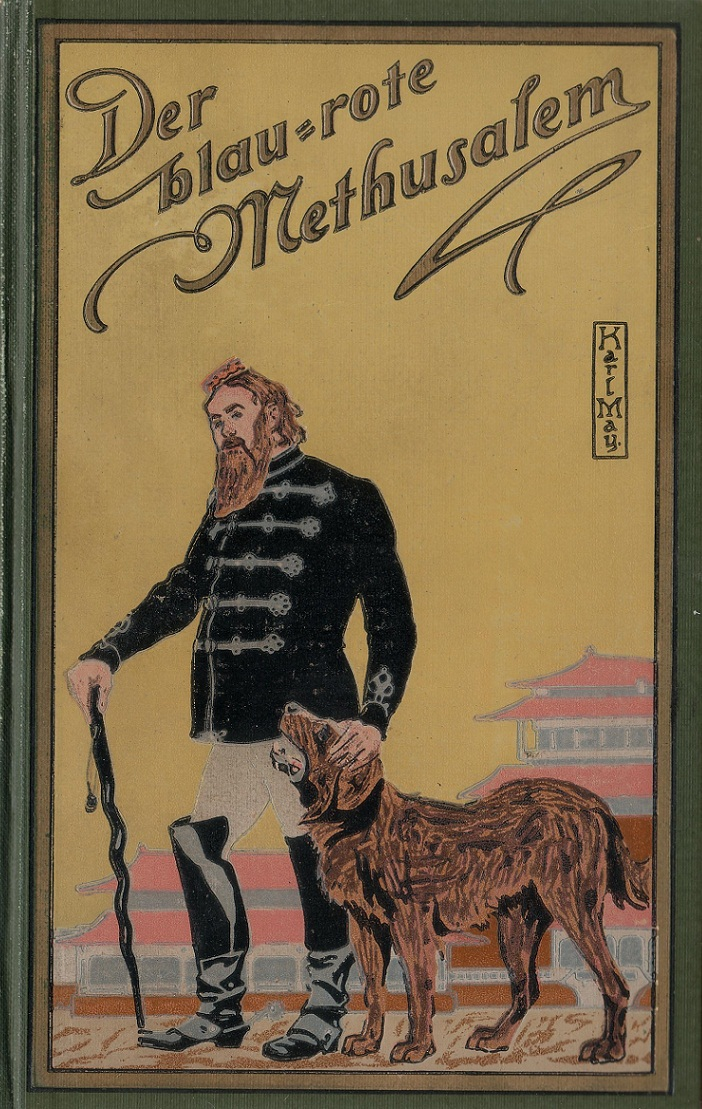
Bucheinband Karl May: Der blau-rote Methusalem

- Alt-Ludwigsburg. Ein Stadtbild von Otto Linck mit fünfzig Zeichnungen von Georg Lebrecht. Alexander Fischer Verlag, Tübingen, 1920.
- mit Paul Oskar Höcker: Der Sohn des Soldatenkönigs. Berlin Ullstein 1912.
- Hans Caspar von Zobeltitz: Die Quadriga im Weltkriege. Stuttgart, Friedrich Andreas Berthes, 1927.
- Langensalza 1866 und das Ende des Königreichs Hannover. Mit Illustrationen von Georg Lebrecht. Stuttgart, Franckh’sche Verlagshandlung, 1906.
- Karl May: Der blau-rote Methusalem
- Karl May: Das Vermächtnis des Inka.
- mit Günther Vogler: Die Uniformen und Abzeichen der SA, SS und des Stahlhelm, Brigade Ehrhardt, Hitler-Jugend, Amtswalter, Abgeordnete, NSBO und NSKK. Traditions-Verlag, Berlin, 1934. Dieses Werk wurde in der Sowjetischen Besatzungszone auf die Liste der auszusondernden Literatur gesetzt.[6]